# قانون إنتاج الأفلام

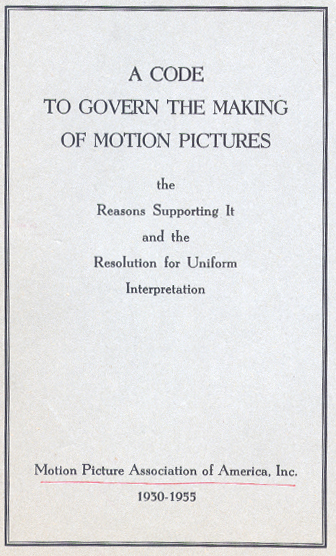
غلاف كتيب القانون

قانون إنتاج الأفلام (بالإنجليزية: Motion Picture Production Code) كان مجموعة تعليمات للرقابة الأخلاقية التي حكمت إنتاج الأفلام الأمريكية التي أصدرتها الشركات الرئيسية من عام 1930 إلى 1968. هو أيضا معروف بقانون هايز، حيث سمي على رئيس الرقابة في هوليود آنذاك، ويل هاريسون هايز. تبنت هيئة منتجي وموزعي الأفلام في أمريكا (MPPDA)، والتي أصبحت جمعية الفيلم الأمريكي لاحقا (MPAA)، هذا القانون في عام 1930، وبدأت بفرضه في عام 1934، وتخلت عنه في عام 1968، لمصلحة نظام تقييم الأفلام. وضّح قانون الإنتاج ما كان مقبولا وغير مقبول للأفلام المنتجة للجمهور العام في الولايات المتحدة. كان المكتب الذي يفرض القانون يدعى بمكتب هايز في إشارة لويل هايز، وإن لم يكن الوصف دقيقا، فبعد عام 1934 تولى جوزف برين المنصب بعد هايز، وأنشأ مكتب برين، والذي كان أكثر صرامة بكثير في مراقبة الأفلام من هايز.

## الخلفية
بعد ظهور بعض الأفلام الفاضحة وسلسلة الفضائح الواقعية التي تضمنت نجوم هوليوود، عينت الشركات الكاهن المشيخي ويل هايز في عام 1922 لتحسين صورة هوليود. كان يُنظر لهوليود في العشرينات على أنها فاسدة جدا، وأحس العديدون أن صناعة السينما تحوم حولها دائما شكوك أخلاقية. كان الضغط السياسي يزداد، حيث قدم المشرعون في 37 ولاية نحو 100 عريضة تقريبا حول الرقابة السينمائية في عام 1921. دفع لهايز مبلغ فاحش في ذاك الوقت بنحو 100,000 دولار في السنة. كان هايز مدير البريد العام في عهد الرئيس وارن هاردنج ورئيسا سابقا للجنة القومية للحزب الجمهوري،  وخدم لـ25 سنة كرئيس هيئة منتجي وموزعي الأفلام في أمريكا (MPPDA)، حيث «دافع عن السينما من الهجوم عليها، ومنح المسكنات للناس، وفاوض في المعاهدات لإنهاء العداوات» هذه الحركة حاكت قرار فريق دوري كرة القاعدة الرئيسي بتعيين القاضي كينيسو ماونتن لانديس كمفوض فدرالي في السنة السابقة لإخماد الشكوك حول نزاهة البيسبول في أعقاب فضيحة المقامرات في دوري ورلد سيريز للبيسبول عام 1919؛ حتى أن صحيفة نيويورك تايمز دعت هايز «لانديس الشاشة». قدم هايز مجموعة توصيات لقبت «بالصيغة» في عام 1924، والتي نُصِحت الشركات باحترامها، وطُلِب من منتجي الأفلام أن يوصلوا قصص الأفلام المراد إنتاجها إلى مكتبه. قررت المحكمة العليا بالإجماع في عام 1915 في قضية شركة ميوتوال فيلم ضد اللجنة الصناعية في أوهايو أن حرية التعبير لا تشمل الأفلام،  ورغم وجود محاولات لتطهير الأفلام قبل ذلك، مثل قيام الشركات بتشكيل الجمعية الوطنية لصناعة السينما (NAMPI) في عام 1916، فلم تثمر هذه الجهود كثيرا.
أصبحت ولاية نيويورك أول من استغل قرار المحكمة العليا بفرضها لجنة الرقابة في عام 1921. تبعتها فرجينيا مباشرة في السنة التالية،  وأنشأت ثمان ولايات لجانا فردية مع وصول السينما الناطقة. لكن العديد منها لم تكن ذات نفع. بحلول العشرينات، كانت مسارح نيويورك، وهي مصدر لمواد السينما اللاحقة، تقدّم عروضا عارية، وأفلام مليئة بالشتائم، وعروضا خاصة بالبالغين، وحوارات ذات إيحاءات جنسية.
في بدايات التحول لعصر الصوت، أصبح واضحا بأن ما قد يكون مقبولا في نيويورك لن يكون مقبولا في كانساس. في عام 1927 اقترح هايز على مدراء الشركات التنفيذيين أن يشكلوا لجنة لمناقشة رقابة الأفلام. استجاب إرفين تالبرغ من مترو جولدوين ماير (MGM)، وسول فورتزل من فوكس، وإي هـ. ألين من باراماونت، بالتعاون على قائمة سموها «لا تفعل وكن حذرا» مستندة على المواد التي اعترضت عليها لجان الرقابة المحلية، والتي شملت أحد عشر موضوعا يفضل تجنبه، وستة وعشرين تتم معالجتها بعناية شديدة. وافقت اللجنة التجارية الاتحادية (FTC) على القائمة، وابتكر هايز SRC للإشراف على تطبيقها. لكن لم تكن هناك أي طريقة لفرض العقائد. وصل الخلاف الذي أحاط بمعايير الأفلام إلى أوجه في عام 1929.

## لا تفعل وكن حذرا
تم إقرار أن هذه الأشياء المتضمنة في القائمة التالية لن تظهر في الأفلام التي ينتجها أعضاء هذه الجمعية، بصرف النظر عن الأسلوب الذي تعالج به:
1. التدنيس المحدد، بما فيها كلمات مثل "God"، " Lord"، "Jesus"، "Christ" (مالم تستعمل بشكل موقر بالارتباط مع مراسيم دينية صحيحة)، "hell"، "damn"، "Gawd"، وكل تعبير تجديفي وفظ بغض النظر عن تهجئته؛
2. أي تعري فاجر أو إيحائي في الحقيقة أو في الصور الظلية؛ وأي ملاحظة داعرة أو فاجرة من قبل الأشخاص الآخرين في الفيلم؛
3. تهريب المخدرات غير الشرعي؛
4. أي استدلال عن الانحراف الجنسي؛
5. الرقيق الأبيض؛
6. تمازج الأعراق (علاقات جنسية بين الأعراق البيضاء والسوداء)؛
7. الصحة الجنسية والأمراض التناسلية؛
8. مشاهد الولادة الفعلية – في الحقيقة أو في الصور الظلية؛
9. أعضاء الأطفال الجنسية؛
10. السخرية من رجال الدين؛
11. الإهانة المقصودة لأي أمة أو جنس أو مذهب؛

وبتحديد التعامل مع هذه المواضيع، تتم الإحاطة بالمواضيع التالية بعناية خاصة، حتى تزال السوقية والإيحاءات ويتم التوكيد على الذوق الرفيع:
1. استعمال العلم؛
2. العلاقات الدولية (تفادي تصوير في دين بلاد أخرى، أو تاريخها، أو مؤسساتها، أو الناس البارزين بها، أو مواطنيها، بصورة غير جيدة)؛
3. افتعال الحرائق؛
4. استعمال الأسلحة النارية؛
5. السرقة، فتح الخزائن، نسف القطارات والمناجم والبنايات، الخ. (بالوضع في الحسبان تأثير الوصف المفصل على عقل البليد)؛
6. الوحشية والشناعة المحتملة؛
7. أساليب ارتكاب الجرائم والقتل بأي طريقة كانت؛
8. طرق التهريب؛
9. طرق الاستجواب؛
10. الشنق أو القتل بالصدمة الكهربائية كعقاب قانوني على الجريمة؛
11. التعاطف مع المجرمين؛
12. المواقف نحو الأشخاص والمؤسسات العامة؛
13. العصيان؛
14. الوحشية الظاهرة للأطفال والحيوانات؛
15. وسم الناس أو الحيوانات؛
16. بيع النساء، أو امرأة تبيع عفتها؛
17. الاغتصاب أو محاولة الاغتصاب؛
18. مشاهد ليلة الزفاف؛
19. رجل وامرأة في السرير سوية؛
20. الإغراء المتعمد للبنات؛
21. مؤسسة الزواج؛
22. العمليات الجراحية؛
23. تعاطي المخدرات؛
24. عناوين أو مشاهد لها علاقة بتطبيق القانون أو ضباط الشرطة؛
25. التقبيل المفرط أو الشهواني، خصوصا عندما تكون إحدى الشخصيات من المجرمين."[16]

## صنع القانون ومحتوياته
في عام 1929، قام كاثوليكي علماني يدعى مارتن كويغلي، وهو محرر في جريدة موشن بيكتشر هيرالد وهي جريدة تجارية بارزة، وكاهن يسوعي يدعى الأب دانيال لورد، بوضع مجموعة معايير (أعجب بها هايز كثيرا)، وقدماها إلى الشركات. كان اهتمام لورد منصبا على تأثير السينما الناطقة على الأطفال، الذين اعتبرهم معرضين للإغراء أكثر من غيرهم. اجتمع عدة رؤساء شركات، مثل ذلك إرفينغ تالبرغ من مترو جولدوين مير (MGM)، مع لورد وكويجلي في فبراير 1930. وبعد عدة تنقيحات، وافقوا على اشتراطات القانون. أحد أهم عوامل تبني القانون كانت لتجنب التدخل الحكومي المباشر. وكانت مسؤولية المكتب على عاتق العقيد جاسون جوي (مدير تنفيذي سابق في شركة رد كروس) للإشراف على إنتاج الأفلام وتقديم النصائح للشركات إذا تطلب الفيلم أي تغييرات أو تخفيضات. في 31 مارس وافقت هيئة MPPDA على الالتزام بالقانون.
قسم القانون إلى جزأين. الأول كان مجموعة «مبادئ عامة» تعلقت بالمبادئ الأخلاقية في الغالب. الثاني كان مجموعة «تطبيقات معينة» تشكل قائمة من المواد التي لا يمكن عرضها. بعض القيود، مثل منع الشذوذ الجنسي أو استعمال كلمات معينة، لم تذكر مباشرة لكن افترض أنها مفهومة بدون ذكر واضح. كان تمازج الأجناس محرما. ذكر أيضا بأن فكرة «إنتاجات للبالغين فقط» هي إستراتيجية غير مجدية ومريبة التي ستكون صعبة التطبيق. لكنها سمحت بجزئيات حيث أن «العقول البالغة قد تفهم وتتقبل بسهولة النقاط في الحبكة دون أن الإساءة للجمهور الأصغر». إذا تمت مراقبة الأطفال وعرضت الأحداث ضمنيا، فيسمح القانون «بإمكانية عرض جريمة فكرية في السينما». لم يقرر قانون الإنتاج فقط ما يجب عرضه على الشاشة، لكن أيضا ليروج لقيم تقليدية. أما العلاقات الجنسية خارج الزواج، والتي لا يمكن تصويرها بشكل جذاب أو جميل، قدمت بطريقة لا تثير العواطف، ولا أن تصور بأنها مباحة. كل الأعمال الإجرامية ينبغي أن تُعاقَب، ولا يمكن تصوير الجريمة أو المجرم بشكل يدر العطف من الجمهور،  وأن يدرك الجمهور على الأقل أن مثل هذا السلوك خاطئ، عادة من خلال «القيم الأخلاقية المكافئة». ويجب تصوير رجال القانون باحترام، ولا يمكن تصوير رجال الدين كشخصيات هزلية أو أشرار. تحت بعض الظروف يمكن للسياسيين وضباط الشرطة والقضاة أن يكونوا أوغاد، طالما تم توضيح مكمن الاستثناء من القاعدة. كتبت الوثيقة بكاملها بمسحات كاثوليكية ونصت على أن الفن يجب أن يعالج بعناية لأنه قد يكون «ذا تأثيرات سيئة أخلاقيا» ولأن «أهميته الأخلاقية العميقة» مؤكدة. وتم الإقرار مبدئيا أن يبقي التأثير الكاثوليكي على القانون سرا. وكمحتوى متكرر «يشعر الجمهور بأن الشرير خاطئ والطيب جيد». احتوى القانون على ملحق يدعى باسم قانون الإعلان الذي نظم إعلان أيضا النسخ والصور.

## التطبيق

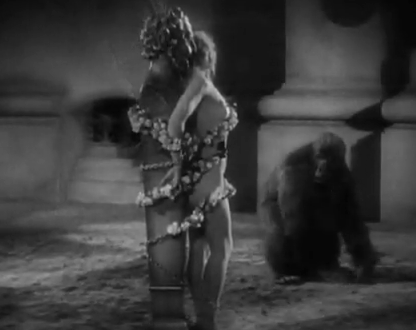
لقطة من فيلم سيسل دي ميل، إشارة الصليب (1932)

في 19 فبراير 1930 نشرت مجلة فارايتي كامل محتويات القانون وتوقعت بأن هيئات الرقابة على الأفلام ستصبح قديمة الطراز. لكن الرجال الذين قاموا بفرض القانون — ومنهم جاسون جوي، الذي كان رئيس اللجنة حتى 1932، وخلف الدكتور جيمس وينغيت — لم يكن لهم أي تأثير عموما. أول فيلم راجعه المكتب، الملاك الأزرق، صادق عليه جوي بدون تنقيحات، لكنه اعتبر مخلا بالآداب من قبل لجنة الرقابة في كاليفورنيا. بالرغم من أن جوي حاول أن يقص من الأفلام في عدة مناسبات، ووجود حدود واضحة (وإن كانت طليقة)، فإن العديد من المواد الخليعة وصلت إلى الشاشة. كان على جوي أن يراجع 500 فيلم سنويا مع طاقم صغير وسلطة ضعيفة. كان جوي يرغب أكثر بالعمل مع الشركات، وخلقت له مهاراته في الكتابة فرصة عمل في فوكس. من الناحية الأخرى، فقد كافح وينغيت ليجاري طوفان النصوص القادم إليه، لدرجة أن داريل زانوك، رئيس وارنر براذرز، كتب له رسالة يناشده بإسراع خطاه. لم يملك مكتب هايز السلطة ليطالب الشركات بإزالة المواد من الأفلام عام 1930، لكن بدلا من ذلك قام بمحاورتهم وأحيانا التمس طلب الحذف منهم. ما عقد الأمور، أن وضعت عملية الاستئناف المسؤولية في النهاية للقرار النهائي في أيدي الشركات أنفسها.
أحد العوامل في إهمال القانون كان أن البعض وجد مثل هذه الرقابة مفرطة في الحشمة، بسبب التحرر الاجتماعي في العشرينات وأوائل الثلاثينات. في هذه الفترة سخر الناس أحيانا من العصر الفيكتوري لكونه ساذجا ومتخلفا. عندما أعلن القانون، هاجمته النشرة الدورية التحررية ذا نيشن. ذكر في النشرة بأنه إذا وجب عدم إظهار الجريمة بشكل متعاطف، فبشكل حرفي فهذا يعني بأن «القانون والعدالة» تصبحان نفس الشيء. لذا، فإن أحداث مثل حفلة شاي بوسطن لا يمكن تصويرها. وإذا وجب تصوير رجال الدين دائما بشكل إيجابي فلا يمكن التعامل مع النفاق أيضا. وافقت جريدة أوتلوك على نفس النقطة، وعلى خلاف فارايتي، فقد توقعت من البداية بأن تطبيق القانون سيكون صعبا. إضافة إلى ذلك، أدى الكساد الكبير من الثلاثينات إلى العديد من الشركات لدرّ المال بأي طريقة كانت. وبما أن الأفلام ذات المحتوى المكشوف والعنيف كانت تنجح على شباك التذاكر، بدا من المعقول الاستمرار بإنتاج مثل هذه الأفلام. بعد فترة قصيرة، أصبح خرق القانون سرا معروفا. في 1931، هزأت جريدة هوليود ريبورتر بالقانون، وتبعتها فارايتي مباشرة في عام 1933. في نفس سنة مقالة فارايتي، ذكر أحد كتاب النصوص السينمائية أن «قانون هايز الأخلاقي لم يعد حتى نكتة؛ فقط أصبح من التاريخ».

### عصر برين: 1934 – 1954
وضعت تعديلات على القانون، وتم تبنيها في 13 يونيو 1934، وأسست إدارة قانون الإنتاج (PCA) وأمر أن تحصل كل الأفلام المصدرة بعد 1 يوليو 1934 على شهادة موافقة قبل أن تصدر إلى المسارح. كان لدى الإدارة مكتبان، أحدهما في هوليود والآخر في مدينة نيويورك. أول فيلم يتحصل على ختم MPPDA للموافقة كان «العالم ينتقل». لأكثر من ثلاثين سنة تلت، كانت كل الأفلام التي أنتجت في الولايات المتحدة تقريبا قد التزمت بالقانون. لم ينشأ قانون الإنتاج أو يفرض من قبل أي حكومة تابعة لولاية أو مدينة أو الاتحاد. في الحقيقة، تبنت استوديوهات هوليود القانون في المجمل على أمل تجنب الرقابة الحكومية، وفضلوا التنظيم الذاتي على التنظيم الحكومي، وأدى تطبيق قانون الإنتاج إلى حل العديد من لجان الرقابة المحلية.

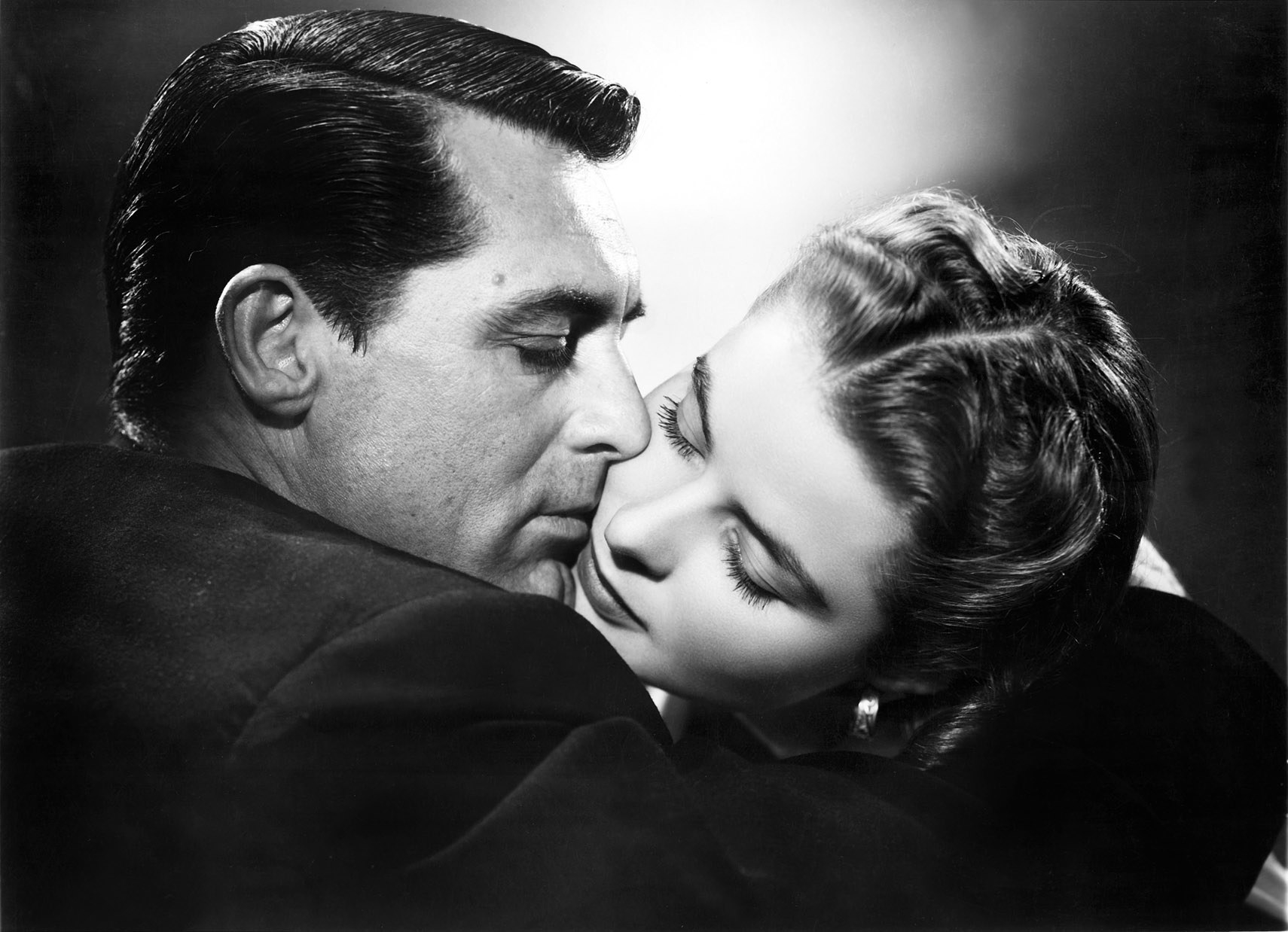
وجد بعض المخرجين طرقا للالتفاف على القانون؛ مثال على هذا فيلم نوتوريوس عام 1946 للمخرج ألفريد هيتشكوك، حيث التف حول قاعدة قبلة الثلاث ثواني بجعل الممثلين يقطعون القبلة كل ثلاث ثواني. المشهد الكامل دام ثلاث دقائق ونصف.

كتب العلماني الكاثوليكي دانيال لورد: “كانت البذاءات الصامتة سيئة. لكن البذاءات الناطقة كانت تريد الثأر من الرقابة.” عرّف توماس دوهرتي، أستاذ الدراسات الأمريكية في جامعة براندايس، القانون بأنه “ليس مجرد قائمة من الممنوعات ولكنها موعظة أرادت وضع نيّر المذهب الكاثوليكي إلى صيغة هوليود. المذنبون يعاقبون، الأخيار يكافؤون، سلطة الدولة والكنيسة شرعية، وروابط الزواج مقدسة. ونتج عن هذا “عمل يملكه اليهود يبيع اللاهوت الكاثوليكي إلى أمريكا البروتستانتية”.
في عام 1934، تم تعيين جوزف إغناطيوس برين (1888 -1965)، وهو علماني كاثوليكي بارز عمل في حقل العلاقات العامة، عير كرئيس إدارة قانون الإنتاج الجديد (PCA). تحت قيادة برين للإدارة، والتي دامت حتى تقاعده في عام 1954، أصبح تطبيق القانون متصلبا وسيئ السمعة. (حتى الرمز الجنسي الكرتوني بيتي بوب كان عليها أن تتغير من كونها فتاة متحررة وبدأت تلبس تنورة ربة بيت تقليدية.) سلطة برين في تغيير النصوص والمشاهد أغضبت العديد من الكتاب والمخرجين وأرباب الصناعة في هوليود. على سبيل المثال، أثر نفوذ برين على إنتاج كازابلانكا، واعترض على أي إشارة واضحة إلى نوم ريك وإليزا سوية في باريس وإلى ذكر بأن النقيب رينو ابتز من توسلوا إليه بالجنس. لكن كلا الفكرتين كانتا مضمنتين بشكل واضح في النسخة النهائية. كما أدى التمسك بالقانون أيضا لاستثناء أي إمكانية للفيلم مقدما بأن ينتهي بريك وإليزا وهما يستمران بحبهما المحرم، فكانت النهاية الحتمية بتنازل ريك النبيل عنها، فكان أحد أشهر مشاهد الدار البيضاء.
أولى الحالات الرئيسية للرقابة تحت قانون الإنتاج كانت فيلم طرزان ورفيقته عام 1934، وفيه مشاهد عري قصيرة تتضمن بديلة الممثلة مورين أوسوليفان وحذفت من نيجاتيف الفيلم الرئيسي. حالة شهيرة أخرى كانت فيلم الوسترن «المجرم» عام 1943، وأنتجه هوارد هيوز. حرم الفيلم من شهادة الموافقة وأبعد عن المسارح لسنوات، لأن إعلان الفيلم ركز على صدر الفنانة جين راسل. أقنع هيوز برين في النهاية أن الصدر لم ينتهك القانون ويمكن عرض الفيلم. ودخلت إدارة قانون الإنتاج أيضا في الرقابة السياسية. عندما قررت شركة وارنر براذرز إنتاج فيلم حول معسكرات الاعتقال في ألمانيا النازية، منع مكتب الإنتاج صنع الفيلم، وهدد برفع القضية إلى الحكومة الاتحادية إذا مضت الشركة في قرارها. هذه السياسة منعت إنتاج عدد من الأفلام المعادية للنازية. في 1938، كشف مكتب التحقيقات الفدرالي عن حلقة تجسس نازية وحاكمها، ما سمح لوارنر بعد ذلك بإنتاج فيلم اعترافات جاسوس نازي،  وأنتج فيلم قصير من بطولة المهابيل الثلاثة بعنوان " You Nazty Spy!" (يناير 1940) فكانا أول فيلمين هوليوديين يسخران من قيادة الرايخ الثالث بشكل صريح.
بعض الأفلام التي أنتجت خارج نظام التيار السائد خلال تلك الفترة خرق اتفاقيات القانون، مثل العروس الصغيرة (1938)، الذي عرض مشهدا عاريا يتضمن ممثلة طفلة بعمر 12 سنة (شيرلي ميلز). بدأ القانون يضعف في أواخر الأربعينات، حيث عرضت مواضيع محرمة سابقا مثل الاغتصاب وتمازج الأعراق مثل جوني بيلندا (1948) وبينكي (1949)، على التوالي. لكن جمعية الفيلم الأمريكي راجعت القانون في عام 1951، ليس لجعله أكثر مرونة، بل لجعله أكثر صلابة. تم تنقيحه في العام 1951 وأدخلت كلمات ومواضيع لتتشدد أكثر في منعها. في عام 1954، تقاعد برين بسبب اعتلال صحته، وتم تعيين جيفري شيرلوك كخلف له. ذكرت مجلة فارايتي «وجود نزعة واضحة نحو نظرة أشمل أوسع» في تنفيذ القانون.

### فناء قانون الإنتاج
عملت هوليود ضمن حدود قانون الإنتاج حتى أواخر الخمسينات، وبدأت الأفلام بعدها بمواجهة تهديد تنافسي وجدي للغاية. التهديد الأول جاء من تقنية جديدة هي التلفزيون، فلم يتطلب من الأمريكيين ترك بيوتهم لمشاهدة الصور المتحركة. احتاجت هوليود لعرض شيء على العامة لا يمكنها أن تشاهده في التلفزيون، والذي كان تحت قانون رقابة أكبر تقييدا.
بالإضافة إلى تهديد التلفزيون، كانت هناك منافسة متصاعدة أيضا من قبل الأفلام الأجنبية، مثل سارق الدراجة من إخراج فيتوريو دي سيكا (1948)، الفيلم السويدي Hon dansade en sommar (صيف من السعادة) (1951)، وفيلم إنغمار بيرغمان Sommaren med Monika (صيف مع مونيكا) (1953). أجبرت الشركات على التخلي عن ملكية المسارح بالاحتكار في قضية الولايات المتحدة ضد شركة باراماونت المحدودة (1948)، ولم تكن لدى الشركات أي طريقة لإبقاء الأفلام الأجنبية خارج المنافسة، ولم تكن هذه الأفلام مربوطة بقانون الإنتاج. (في فيلم دي سيكا، كان هناك خلاف حول الرقابة عندما طلبت الجمعية حذف مشهد تتكلم فيه الشخصيات الرئيسية مع مومسات في ماخور، بغض النظر عن عدم وجود نشاط جنسي أو استفزازي.) الأفلام البريطانية مثل الضحية (1961)، طعم العسل (1961)، والأولاد الجلديون (1963) تحدت أدوار الجنس التقليدية وواجهت بصراحة الإجحاف ضد الشواذ جنسيا، كلها كانت تنتهك قانون الإنتاج الهوليودي بشكل واضح. ولتحقيق التوافق مع التغييرات في المجتمع، تم الاحتفاظ بالمحتوى الجنسي الذي كان ممنوعا سابقا. ساعدت قرارات الاحتكار على تمهيد الطريق أيضا أمام الأفلام الفنية المستقلة التي تظهر الأفلام التي أنتجها فنلنون مثل أندي وارهول وغيره ممن يعملون خارج نظام الإستوديو.
في عام 1952، وفي قضية جوزف برستين المحدودة ضد ويلسون، نقضت المحكمة العليا قرارها عام 1915 بالإجماع وأقرت بأن الأفلام كانت لها الحق في حماية التعديل الأول، لهذا لم تستطع لجنة مجلس الأوصياء في ولاية نيويورك أن تمنع فيلم المعجزة، وهو فيلم قصير شكل نصف فيلم الحب L'Amore (1948)، وهو فيلم مختارات أخرجه روبرتو روسيليني. أصدر الموزع جوزف برستين الفيلم في الولايات المتحدة عام 1950، وفيما عرف ب ـ«قرار المعجزة» لعلاقته بفيلم روسليني. قلل هذا من تهديد التدخل الحكومي الذي كان سابقا يستشهد به كتبرير لقانون الإنتاج، وضعفت سلطة إدارة قانون الإنتاج على صناعة هوليود.
بحلول الخمسينات، بدأت الثقافة الأمريكية تتغير أيضا. فلم تعد مقاطعة فيلق الحشمة ضمانا لفشل الفيلم تجاريا، وفقدت عدة نواحي القانون حرمتها ببطء. وأعيدت كتابة عدة نواحي من القانون في عام 1956 لتتقبل مواضيع مثل تمازج الأجناس والزنا والدعارة. على سبيل المثال، خططت إم جي إم لإعادة إنتاج فيلم من فترة ما قبل القانون ويتعامل مع الدعارة، بعنوان آنا كريستي، لكنها ألغت الفكرة في عامي 1940 و1946 لأن شخصية آنا لم يسمح لها بالظهور كمومس. بحلول العام 1962، كان هذا الموضوع مقبولا ومُنِح الفيلم ختم الموافقة.
بنهاية الخمسينات، بدأت الأفلام الفاضحة بالظهور، مثل تشريح جريمة قتل (1959)، فجأة في الصيف الماضي (1959)، والظلام في قمة الدرجات (1961). منحت جمعية فيلم أمريكا ختم الموافقة لهذه الأفلام بتردد، لكن بعد إجراء العديد من التعديلات. البعض يفضلونها ساخنة للمخرج بيلي وايلدر (1959) أصدر بدون شهادة الموافقة بسبب موضوعه وحقق نجاحا تجاريا هائلا، وكنتيجة لهذا فقد ضعفت سلطة القانون أكثر. في مقدمة متحدي القانون كان المدير أوتو بريمنغر، الذي انتهكت أفلامه القانون مرارا وتكرارا في الخمسينات. فيلمه عام 1953 القمر بلون أزرق، حول شابة تحاول أن تثير خطيبيها كل ضد الآخر بأن تدعى أن تقرر حفظ عذريتها حتى الزواج، أصدر بدون شهادة الموافقة. لاحقا أنتج فيلم الرجل ذو الذراع الذهبي (1955)، الذي صور موضوع تعاطي المخدرات الممنوع، وتشريح جريمة قتل (1959)، الذي تعامل مع القتل والاغتصاب. مثل «البعض يفضلونها ساخنة»، كانت أفلام بريمنغر تشكل هجوما مباشرا على سلطة قانون الإنتاج، وبما أنها كانت ناجحة، فقد عجلت بتركه. في أوائل الستينات، ظهرت أفلام تتعامل مع مواضيع الراشدين والأمور الجنسية التي لم تكن ظاهرة في أفلام هوليود منذ أوائل الثلاثينات. منحت جمعية الفيلم الأمريكي ختم الموافقة لهذه الأفلام بتردد، ومجددا بعد إجراء العديد من التعديلات.
فيلم المسترهن عام 1964، من إخراج سيدني لوميت وبطولة رود شتايغر، رفض في البداية بسبب مشهدين يظهر فيهما صدر الممثلتين ليندا غايزر وثيلما أوليفر عاريين، بالإضافة إلى مشهد جنسي بين أوليفر وخايمي سانتشيز وصف بأنه «جنس إيحائي وشهواني بشكل غير مقبول». على الرغم من الرفض، اتفق منتجو الفيلم مع شركة ألايد أرتيستس لإصدار الفيلم بدون ختم قانون الإنتاج، مع ترخيص رقابة نيويورك الفيلم دون التعديلات التي طلبها مدراء لجنة القانون. استأنف المنتجون الرفض إلى جمعية الفيلم الأمريكي.
أجري تصويت في جمعية الفيلم الأمريكي وكانت نتيجته 6-3، ومنحت بموجبه استثناء مشروطا «بتخفيض طول المشاهد التي تعتبرها إدارة قانون الإنتاج غير مقبولة». كانت التخفيضات المطلوبة بسبب التعري قليلة؛ واعتبرت النتيجة في أجهزة الإعلام كنصر لمنتجي الفيلم. كان «المسترهن» أول فيلم يتلقى موافقة قانون الإنتاج ويعرض صدرا عاريا. بالرغم من أن القانون منحه استثناء بكونه «حالة خاصة وفريدة» ووصفته النيويورك تايمز في ذلك الوقت بأنه «حركة لم يسبق لها مثيل، ولكنها لن تكون سابقة لحركة أخرى»، وكتب المؤلف مارك هاريس في دراسة أجراها عام 2008 عن الأفلام في ذلك العصر، «الأفلام في ثورة»، أن تصرف جمعية الفيلم الأمريكي كان «أول سلسلة الضربات لقانون الإنتاج قضت عليه خلال ثلاث سنوات».
في عام 1966، أصدرت وارنر براذرز فيلما جديدا بعنوان من يخاف من فرجينيا وولف؟، الأول لعرض علامة SMA (يعرض لجمهور البالغين). عندما أصبح جاك فالنتي رئيس جمعية الفيلم الأمريكي في عام 1966، واجهته عملية رقابة لغة الفيلم الفاضحة. تفاوض فالنتي للمساومة: أزيلت كلمة "screw"، لكن الكلمات الأخرى بقيت. تلقى الفيلم موافقة قانون الإنتاج رغم لغته الممنوعة.
في وقت لاحق من نفس السنة، أنتجوا البريطانيون فيلما بتمويل أمريكي بعنوان Blowup ولم يمنح موافقة قانون الإنتاج. لكن مترو جولدوين ماير أصدرته بأية حال، وهو أول فيلم يوزع من شركة عضو في جمعية الفيلم الأمريكي دون شهادة موافقة. في السنة نفسها أعيدت كتابة القانون الأصلي الطويل واستبدل بقائمة من إحدى عشرة نقطة. لخصت النقاط بأن حدود القانون الجديد هي معايير المجتمع الحالية والذوق الرفيع. بالإضافة، أي فيلم يعتبر محتواه مناسب للمشاهدين الأكبر سنا يعرض علامة «يعرض لجمهور البالغين» (SMA) في إعلانه. وبهذه العلامة الجديدة، بدأت جمعية الفيلم الأمريكي بتصنيف الأفلام بشكل غير رسمي.

## بعد القانون
بنهاية الستينات، أصبح تطبيق القانون مستحيلا وهجر كليا. بدأت جمعية الفيلم الأمريكي بالعمل على نظام تقدير، وتكون القيود على الأفلام أقل. دخل نظام التقدير حيز التنفيذ في 1 نوفمبر 1968، بأربعة تقديرات: G، M، R، X وتنازل جيفري شيرلوك عن منصبه. في عام 1969، تم إصدار الفيلم السويدي أنا فضولي (أصفر)، وأخرجه فيلغوت سيومان، منع في البداية في الولايات المتحدة لتصويره الصريح للجنس؛ لكن أسقط القرار من قبل المحكمة العليا
تغير تقدير M إلى GP في عام 1970 وإلى PG الحالي في 1972. وفي عام 1984، وفي رد على الشكاوى العامة بخصوص شدة أفلام الرعب ذات التقدير PG مثل العفاريت وإنديانا جونز ومعبد الهلاك، تم وضع تقدير PG-13 ك صف متوسط بين PG وR. في عام 1990، استبدل تقدير X بتقدير NC-17، ربما لأن تقدير X لم يكن من العلامات المسجلة لدى الجمعية، بينما المكتبات والمسارح الإباحية كانت تستعمل رموز X وXXX الخاصة بها لتسويق منتجاتها.